# Kierlingbach
Kierlingbach är ett vattendrag i Österrike.   Det ligger i förbundslandet Niederösterreich, i den östra delen av landet, 13 km norr om huvudstaden Wien.
Runt Kierlingbach är det i huvudsak tätbebyggt. Runt Kierlingbach är det mycket tätbefolkat, med 3 623 invånare per kvadratkilometer.